# Двадесет година касније
Двадесет година касније (франц. Vingt ans après), је роман Александра Диме, прво серијализован од јануара до августа 1845. године.  То је једна од књига из Триологије о Д'Артањану, наставак је Три мускетара (1844) и претходи роману Викомте од Брагелонеа (1847-1850).
Роман прати дешавања у Француској током Фронде и владавине Луја XIV, и у Енглеској током победа Оливера Кромвела и егзекуције Чарлса I.

## Опис

### Д'Артањан и Мазарен
Радња почиње током владавине краљице регента Ане од Аустрије (1643–1651), када је Мазарен био председник владе. Д'Артањан, који је на крају Три мускетара деловало да има обећавајућу каријеру, је након двадесет година и даље поручник без шансе да напредује, упркос својој амбицији и дугу који му дугује краљица. Њега позива Мазарен, кога фарнцуски народ мрзи, и потребна му је пратња. Д'Артањан је послат у Бастиљу да избави једног затвореника, који је уствари Д'Артањанов бивши противник, Војвода од Рошфора. Он и Д'Артањан успевају да обнове старо познанство. При сусрету са Мазареном, Рошфор сазнаје да је разлог његовог затварања био што је одбио да служи Мазарену током ранијих година. Одбија да надгледа Војводу од Бофора, који је такође затвореник, и самим тим мора да се врати у Бастиљу. Ипак, не пропушта прилику да хвали Д'Артањана и Три мускетара. 
Мазарен говори краљици о свом плану да упосли Д'Артањана јер је верно служио пре двадесет година. Она Мазарену даје свој дијамантски прстен да би га вратио Д'Артањану, из осећаја кривице што га је заборавила. Међутим, Мазарен не врати Д'Артањану прстен, већ га само пошаље у потрагу за својим пријатељима. 

### Поновни састанак Мускетара
Д'Артањан је изгубио контакт са својим старим пријатељима, који су вратили своја права имена. Атос, гроф де ла Флер, се вратио на своје имање близу Блоа, Портос, барон од Валона, се оженио адвокатском удовицом, а Арамис је постао свештеник, опат д'Ербле. Сплетом околности, у Д'Артањанову собу упадне  Планше, његов бивши слуга, бежећи од хапшења због помоћи Рошфору да помогне. Управо преко Планшеа, Д'Артањан успева да сазна где је Арамисов бивши слуга, Базин. Међутим, Базин не жели да помогне да се Арамис врати у мускетаре, и Д'Артањан и Планше бивају принуђени да га прате све до Ноазија, где су сазнали да често одлази. Испред куће Мадам де Лонгвил, замало бивају ухапшени због сумње да су присталице Фронде, међутим спасава их Арамис. 
Д'Артањан сазнаје да, иако свештеник, Арамис не може да размишља ни о чему другом сем о војништву. Међутим, Арамис нема интересовање да служи у Мазареновој служби. Д'Артањан одлази, али са сумњама да је Арамис присталица Фронди и љубавник Мадам де Лонгвил, што се касније испостави као тачно. Ова посета се не испостави као потпуно неуспешна, јер успева да сазнаје Портосову адресу. 
Када оду на Портосово имање, сретну Мускетона, који бива изузетно срећан када их види. Сазнају да је Портос, и поред свег богатства које поседује, ипак несрећан. Портос жели да постане барон, и управо овим га Д'Артањан убеди да уђе у Мазаренову службу.
Д'Артањан наставља своју потрагу за Атосом, који се потпуно променио како би био узор свом штићенику, Раулу. Иако Атос неће бити у Мазареновој служби, и открива да је уствари против Мазарена, договарају се да се поново сретну у Паризу. Портос жели да одведе Раула у Париз како би постао џентлмен, али и како би га одвојио од Луиз де ла Валијер, у коју је Раул лудо заљубљен. У Паризу се Атос сусреће са Мадам де Шеврез, бившом Арамисовом љубавницом, с којом је, под именом Мари Мишон, Арамис имао доста интеракције у Три мускетара. Атос дискретно открива да је Раул син који је рођен из случајног сусрета који је Атос имао с њом, и преко ње добија писмо препоруке да Раул приступи војсци. 

### Војвода од Бофора
Сцена се мења, како би се фокусирала на војводу од Бофора, који је Мазаренов затвореник у Винсену. Он добија новог тамничара, Атосовог слугу, Гримоа. Гримо се одмах почне претварати како му се војвода не допада, како би заварали план за бекство. Прослеђивањем порука Рошфору преко тениских лоптица, бекство бива успешно, али затим Д'Артањан и Портос крећу у потеру за војводом. После доста времена и много савладаних противника, налазе се против два њима једнака противника, Атоса и Арамиса. Сада, кад су непријатељи, одлучују да се састану у Паризу. Тамо упадају у жесток дуел, али успевају да се помире и обнове своје завете пријатељства. 

### Син леди Винтер
Док се ово дешава, Раул је на путу да се придружи војсци. На путу упознаје господина приближно сличних година. При укрцавању на трајект, други господин упада у реку и  Раул му помаже. Касније, када их нападну шпански војници, господин, гроф де Гиш, спасава Раула, и постају пријатељи. Затим наилазе на човека који је на самрти, помажу му да дође до оближње гостионице и проналазе путујућег монаха. Монах им се чини непријатним и невољним да изврши службу, па га натерају да оде у гостионицу. Када човек почне да се исповеда, испостави се да је он био џелат и да је учествовао у погубљивању Леди Винтер. Монах открива да је он син Леди Винтер, Жан Франсис де Винтер, то јест Мордонт, јер му је Чарлс I одузео титулу. Мордонт убада џелата.
Гримо, који треба да се прикључи Раулу, долази баш када се све ово дешава, мада прекасно да би ишта зауставио. Након што сазнаје шта се десило, извини се Раулу и одлази до Атоса, како би га упозорио на сина од Миледи. Након Гримовог одласка, и Раул и Гиш су присиљни да оду када шпански војници опет дођу. Они се прикључу војсци принца од Кондеа. 
За то време, Д'Артањан и Портос помажу краљици, младом Лују XIV и Мазарену да побегну из Париза, након што су грађани започели буну користећи праћке  - фронде. Д'Артањан упознаје и чува младог краља, док у одаје упадају побуњици, укључујући и Планшеа, који желе да буду сигурни да краљ, краљица и Мазарен нису побегли. Д'Артањан ипак успева да их спаси из Париза. Мазарен затим њега и Портоса шаље у Енглеску са поруком за Кромвела и наложи им да остану тамо неко време. 
У исто време, краљица Хенријета од Енглеске се упознаје са лордом Винтером, ројалистом који је дошао да тражи француску помоћ за краља Чарлса. Како је лорд Винтер стари пријатељ мускетара, Атос и Арамис одлазе у Енглеску у службу краља. Четворица пријатеља се опет налазе на супротним странама. 

### У Енглеској
Син од Миледи сада жели освету. У потрази је не само за лордом Винтером, већ и четири непозната мушкарца који су учествовали у потајном суђењу његове мајке. Током борбе у којој је краљ Чарлс заробљен, Мордонт проналази и убија свој ујака, лорда Винтера, који је био девер од Миледи. Атос и Арамис су заробљни од стране Д'Артањана и Портоса који се боре са Кромвеловим трупама. Чим успеју да имају разговор, Атос их убеди да спасу краља. Д'Артањан и Портос ослобађају своје пријатеље и заједно кују план за спасавање. 
Ипак, сви планови им падају у воду када Мордонт убија краља, чак и након што су мускетари киднаповали правог џелата како се то не би десило. Касније, у Кромвеловој резиденцији, Д'Артањан и Мордонт имају дуел, али Мордонт бежи кроз тајни пролаз.
Французи и њихове слуге се укрцавају на брод, али и Мордонт се укрцава и покушава да га разнесе. Међутим, слуге су на време откриле експлозив и обавестиле своје господаре, и узели су једини чамац за преживљавање, остављајући Мордонта. Ипак, и он успева да се спасе са брода, преклињајући да га пусте у чамац. Сви осим Атоса одбијају да га приме. Док му Атос помаже да се попне, Мордонт га повуче у воду где се обрачунају, и Атос га убије. 
Када се Атос врати у чамац, открива да је Раул уствари његов прави син, и да није он убио Мордонта, већ судбина.

### Крај
По повратку у Француску, мускетари одлучују да иду различитим путевима. Д'Артањан и Портос се крећу пут Париза другачијом рутом од Атоса и Арамиса, знајући да Мазарен неће опростити њихову непослушност. Када Атос и Арамис стигну у Париз, сазнају да њихови пријатељи нису ту, већ да их је Мазарен затворио у Ријеју. Када Атос покуша да убеди краљицу да их пусти, и он бива ухапшен. Међутим, успевају да се спасу и затворе Мазарена у један од Портосових замака. Ту Мазарен мускетарима обећава одређене услуге у размену за своју слободу: Портос жели да постане барон, а Д'Артањан капетан Мускетара, Арамис тражи услуге за своје пријатеље у Фронди, а Атос не жели ништа. 
На крају романа, прва Фронда је при крају и Мазарен, краљица и Луј XIV се враћају у  Париз. Током њиховог доласка избијају нереди током којих Д'Артањан случајно убија Рошфора а Портос господина Бонасије. 
На самом крају, четворица пријатеља поново иду одвојеним путевима. Д'Артањан остаје са Мазареном и краљицом, Атос се враћа у Ла Фер, Арамис креће својој опатији а Портос се враћа свом замку, како би уживао у својој новој титули. 

## Адаптације
- Филм „Повратак мускетара”[2] из 1989. је заснован на књизи Двадесет година касније, снимљен је 15 година након филмова „Три мускетара”[3] (1973) и „Четири мускетара”[4] (1975), од истог редитеља и са готово истом глумачком поставом

- Руски филм из 1992. под називом „Три мускетара двадесет година касније”[5] је директна адаптација ове књиге, снимљен је 14 година након минисерије из 1978. године „Д'Артањан и Три Мускетара”, са истим редитељем и главним глумцима.

- Фантастични роман из 1994. „Петсто година касније”,  Стевена Бруста[6], је такође инспирисан књигом Двадесет година касније